# هاکا

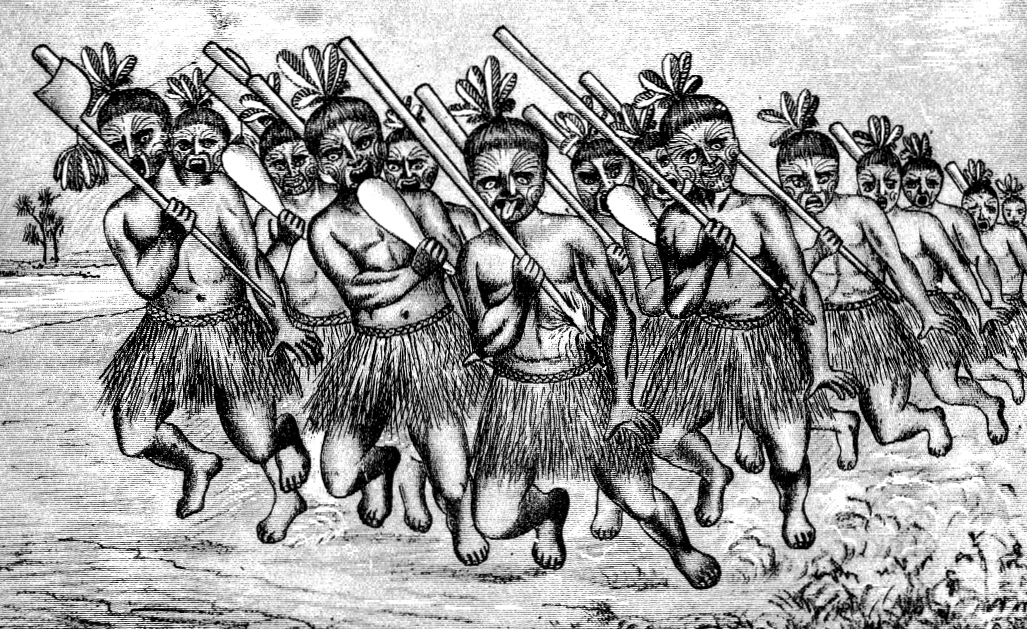
هاکا (نقاشی رقص جنگ مائوری)

هاکا (به انگلیسی: Haka) رقصی آئینی و سنتی از مردم مائوری نیوزیلند است که با فریاد و انجام حرکات موزون گروهی انجام می‌شود. رقص که با حرکات تند و هماهنگ گروه همراه است، ریشه در تاریخچه مائوری‌ها داشته و معمولاً قبل از نبرد انجام می‌شده و جنبه قدرت نمایی و رجز خوانی داشته‌است.
هاکا امروزه به دلایل مختلف انجام می‌شود در پاره‌ای از مراسم برای استقبال از میهمانان، یا در دستاورد و پیروزی‌های ورزشی و حتی در موارد تشیع جنازه به صورت گروهی اجرا می‌گردد.

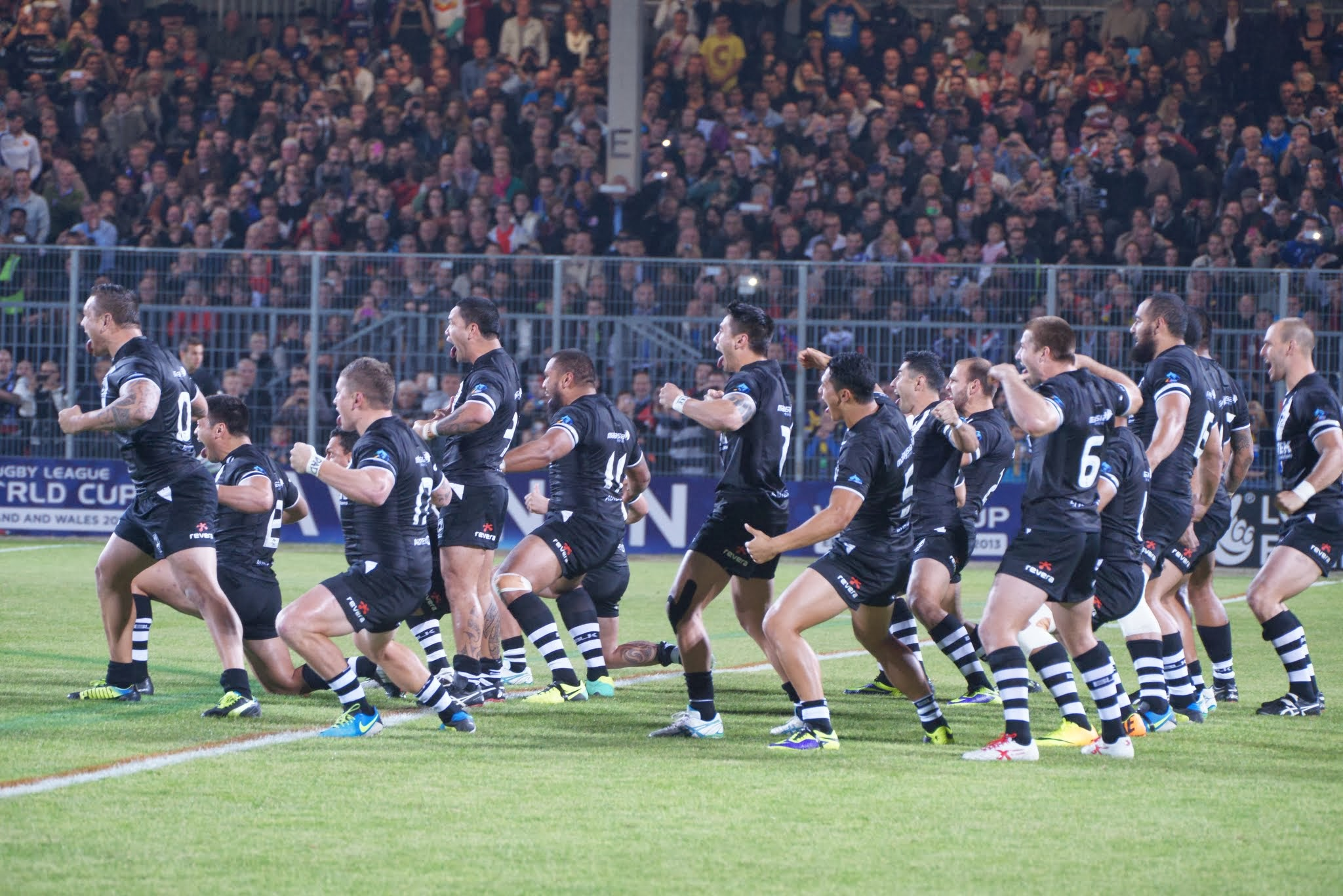
اجرای هاکا توسط تیم ملی راگبی نیوزیلند ۲۰۱۳

براساس افسانه‌های مائوری این رقص برای خدای خورشید انجام می‌شده و فرزند او ابداع‌کننده این رقص بود.
رقص هاکا همراه باحرکت‌های سریع و پرقدرت دست‌ها و پاها و حرکات دهان و چشم هاست و همیشه با فریاد، کلمات مخصوص ادا می‌شود. یکی از استادان این رقص گفته‌است : در هاکا همه بدن صحبت می کند.
چند روش معمول برای این رقص وجود دارد ولی در مراسم ورزشی و در کشورها و فرهنگ‌های دیگر تغیراتی در نحوه انجام آن داده شده‌است.